# Mecas humeralis
Mecas humeralis är en skalbaggsart som beskrevs av Chemsak och Linsley 1973. Mecas humeralis ingår i släktet Mecas och familjen långhorningar. Inga underarter finns listade i Catalogue of Life.